# Austria ai XIII Giochi olimpici invernali
L'Austria partecipò ai XIII Giochi olimpici invernali, svoltisi a Lake Placid, Stati Uniti, dal 14 al 23 febbraio 1980, con una delegazione di 43 atleti impegnati in sei discipline.